# 早稲田大学商学学術院

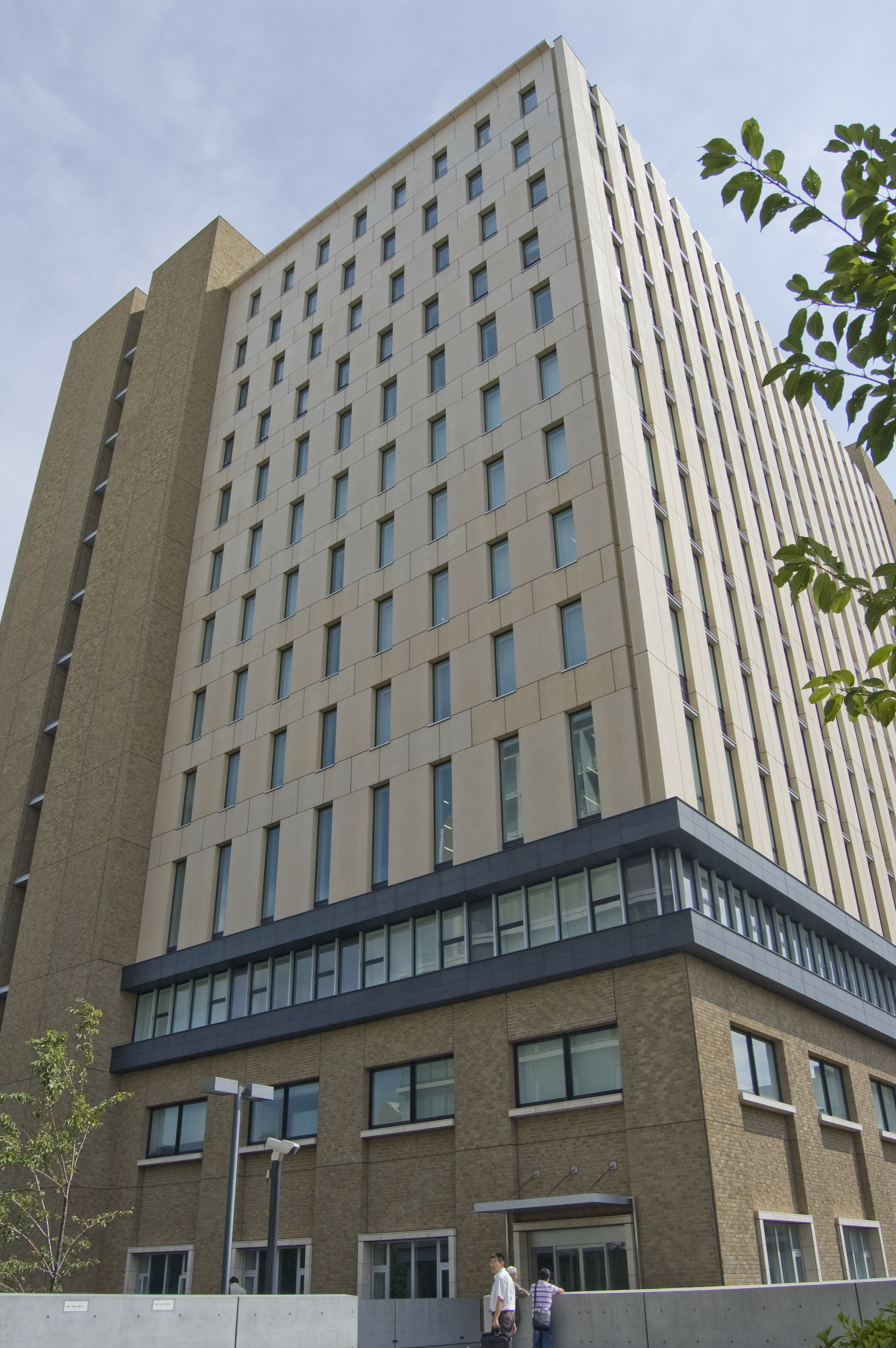
新11号館

早稲田大学商学学術院（わせだだいがくしょうがくがくじゅついん、英語：Faculty of Commerce）は、商学・経営学・会計学系の学部・大学院を運営・管理する早稲田大学の教員組織の名称。「学術院」は早稲田大学独自の名称である。早稲田大学に設置されている商学部、商学研究科、経営管理研究科、ファイナンス研究科(現在は募集停止)、会計研究科、商学学術院総合研究所が学生教育のための組織であり、学術院所属の教員がその教育メンバーを構成する。

## 概要
早稲田大学商学学術院は、2004年9月に早稲田大学が、独立した機関として位置付けてきた学部・大学院研究科の一体的運営を目指し、系統ごとに学術院を設置したのに伴い発足した教員組織である。事務を担う商学部事務所、商学研究科事務所、経営管理研究科事務所、会計研究科事務所は早稲田大学本部キャンパス11号館（2009年に竣工）の3階に位置する。

## 教育組織
- 学部
  - 商学部
    - 経営トラック
    - 会計トラック
    - マーケティング・国際ビジネストラック
    - 経済トラック
    - 産業トラック
    - 金融・保険トラック

- 大学院
  - 商学研究科
    - 商学部専攻

  - 経営管理研究科(ビジネススクール)
  - ファイナンス研究科(現在は募集停止)
  - 会計研究科(専門職大学院)
    - 会計専攻
- 学術院所属附属機関
  - 商学学術院総合研究所
    - 産業経営研究所
    - ファイナンス研究センター